# Оспедалето Еуганео
Оспедалето Еуганео (итал. Ospedaletto Euganeo) је насеље у Италији у округу Падова, региону Венето.
Према процени из 2011. у насељу је живело 5494 становника. Насеље се налази на надморској висини од 9 м.

## Географија
| Клима (Оспедалето Еуганео) | Клима (Оспедалето Еуганео) | Клима (Оспедалето Еуганео) | Клима (Оспедалето Еуганео) | Клима (Оспедалето Еуганео) | Клима (Оспедалето Еуганео) | Клима (Оспедалето Еуганео) | Клима (Оспедалето Еуганео) | Клима (Оспедалето Еуганео) | Клима (Оспедалето Еуганео) | Клима (Оспедалето Еуганео) | Клима (Оспедалето Еуганео) | Клима (Оспедалето Еуганео) | Клима (Оспедалето Еуганео) |
| Показатељ \ Месец          | .Јан.                      | .Феб.                      | .Мар.                      | .Апр.                      | .Мај.                      | .Јун.                      | .Јул.                      | .Авг.                      | .Сеп.                      | .Окт.                      | .Нов.                      | .Дец.                      | .Год.                      |
| -------------------------- | -------------------------- | -------------------------- | -------------------------- | -------------------------- | -------------------------- | -------------------------- | -------------------------- | -------------------------- | -------------------------- | -------------------------- | -------------------------- | -------------------------- | -------------------------- |
| Средњи максимум, °C (°F)   | 5,1 (41,2)                 | 9,5 (49,1)                 | 13,5 (56,3)                | 18,8 (65,8)                | 23,9 (75)                  | 27,8 (82)                  | 30,3 (86,5)                | 29,2 (84,6)                | 25,3 (77,5)                | 19,2 (66,6)                | 11,5 (52,7)                | 5,3 (41,5)                 | 30,3 (86,5)                |
| Средњи минимум, °C (°F)    | −1,5 (29,3)                | 0,1 (32,2)                 | 2,4 (36,3)                 | 6,5 (43,7)                 | 10,6 (51,1)                | 14,3 (57,7)                | 16,3 (61,3)                | 15,8 (60,4)                | 12,8 (55)                  | 7,5 (45,5)                 | 3,7 (38,7)                 | −1,4 (29,5)                | −1,5 (29,3)                |
| Количина падавина, mm (in) | 56 (22)                    | 51 (20,1)                  | 44 (17,3)                  | 56 (22)                    | 84 (33,1)                  | 74 (29,1)                  | 58 (22,8)                  | 70 (27,6)                  | 64 (25,2)                  | 47 (18,5)                  | 78 (30,7)                  | 49 (19,3)                  | 731 (287,7)                |
| [ тражи се извор ]         |                            |                            |                            |                            |                            |                            |                            |                            |                            |                            |                            |                            |                            |

## Становништво
| 1931. | 1936. | 1951. | 1961. | 1971. | 1981. | 1991. | 2001. | 2011. |
| ----- | ----- | ----- | ----- | ----- | ----- | ----- | ----- | ----- |
| 5.312 | 5.511 | 5.326 | 4.355 | 4.609 | 5.065 | 5.052 | 5.401 | 5.876 |